# 292 Людовіка
292 Людовіка (292 Ludovica) — астероїд головного поясу, відкритий 25 квітня 1890 року Йоганном Палізою у Відні.